# 车鸣峪乡
车鸣峪乡，是中华人民共和国山西省吕梁市中阳县下辖的一个乡镇级行政单位。2021年5月28日，撤销车鸣峪乡，整建制并入暖泉镇。

## 行政区划
车鸣峪乡下辖以下地区：
付家焉村、赵家山村、张子山村、韩家山村、舍窠村、罗家峁村、南焉村、古家岭村、武家焉村、熊熊山村、椿树坪村、苏村、姚家岭村和郭家山村。